# Sol (monnaie du Pérou)
Pour les articles homonymes, voir Sol et PEN.
Le sol (même mot en espagnol) (code ISO 4217 : PEN ; symbole local : S/) est l’unité monétaire qui a cours légal au Pérou depuis 1991 ; il est divisé en 100 centimes (céntimos). En espagnol, le mot sol a deux significations : "soleil" et "sou" (du solidus romain).

## Histoire
Le sol, de symbole local S/, est l'unité monétaire du Pérou depuis 1991. Jusqu'en 2015, elle s'est appelée  nuevo sol (« nouveau sol »), de symbole « S/. », pour la différencier du sol ayant eu cours de 1931 à 1985. Le nuevo sol a succédé à l’inti au taux de 1 nouveau sol pour 1 million d'intis (ou un milliard d'anciens sols), à la suite d'une hyperinflation, consécutive à l'augmentation de la dette nationale péruvienne.
La création de la nouvelle devise a été aidée par le Fonds monétaire international et par la mise en place de garanties financières destinées à assurer la stabilité du nouveau sol et rééquilibrer les termes de la dette.
Toutefois, de nombreuses entreprises péruviennes continuent à traiter sur les marchés internationaux en fondant leur trésorerie sur le dollar américain, même si l’État péruvien incite à reconvertir sur leurs comptes leurs devises étrangères en nouveaux sols.

## Pièces et billets
Le sol circule sous la forme de :
- pièces de 5, 10, 20, 50 centimes,
- pièces de 1, 2 et 5 sols
- billets de 10, 20, 50, 100 et 200 sols.

## Change
La parité sur les marchés face au dollar US est fixée directement par la banque centrale nationale, la Banque centrale de réserve du Pérou (Banco Central de Reserva del Perú), une entité indépendante de l’exécutif péruvien et dont la mission est de maintenir la valeur de la monnaie en lui permettant de flotter sur les marchés monétaires internationaux. L’amélioration des conditions financières de la nouvelle devise a permis durant l’année 2004 une réévaluation de sa valeur, qui s’est établie en moyenne à 3,27 nouveaux sols pour un dollar US.